# اغ‌زوار
اغ‌زوار یک روستا در ایران است که در بخش مرکزی شهرستان سربیشه واقع شده‌است. اغ‌زوار ۶۳ نفر جمعیت دارد.